# دسته‌بندی‌کننده آبشاری
دسته‌بندی‌کننده آبشاری یا رده‌بندی‌کننده آبشاری (به انگلیسی: Cascading classifier) یک مورد خاص از یادگیری گروهی است که بر اساس پیوستن چندین دسته‌بندی‌کننده، با استفاده از همهٔ اطلاعات جمع‌آوری‌شده از خروجی یک دسته‌بندی‌کننده معین به عنوان اطلاعات اضافی برای دسته‌بندی‌کننده بعدی در آبشار، انجام می‌شود. برخلاف گروه‌های رای‌گیری یا انباشتگی، که سیستم‌های چندخبره هستند، آبشار یک روش چندمرحله‌ای است.
دسته‌بندی‌کننده‌های آبشاری با چندصد نمای نمونه «مثبت» از یک شی خاص و تصاویر «منفی» دلخواه با همان اندازه آموزش داده می‌شوند. پس از آموزش رده‌بندی‌کننده، می‌توان آن را در ناحیه‌ای از تصویر اعمال کرد و شی مورد نظر را شناسایی کرد. برای جستجوی شی در کل فریم، پنجره جستجو را می‌توان در سراسر تصویر جابجا کرد و هر مکان را با رده‌بندی‌کننده بررسی کرد. این فرایند بیشتر در پردازش تصویر برای تشخیص و ردیابی اشیا، در درجه نخست تشخیص چهره به کار می‌رود.
نخستین دسته‌بندی‌کننده آبشاری، آشکارساز چهره ویولا و جونز (۲۰۰۱) بود. لازمه این دسته‌بندی‌کننده سریع بودن به منظور پیاده‌سازی روی پردازنده‌های کم‌مصرف مانند دوربین‌ها و تلفن‌ها بود.
- ویژگی ۱ منفی
  - ویژگی ۲ منفی
    - ویژگی ۳ منفی -> class2
    - ویژگی ۳ مثبت -> class1

  - ویژگی ۲ مثبت
    - ویژگی ۳ منفی -> class1
    - ویژگی ۳ مثبت -> class2
- ویژگی ۱ مثبت
  - ویژگی ۲ منفی
    - ویژگی ۳ منفی -> class1
    - ویژگی ۳ مثبت -> class2

  - ویژگی ۲ مثبت
    - ویژگی ۳ منفی -> class2
    - ویژگی ۳ مثبت -> class2

در تجزیه بایس-واریانس، مدل‌های آبشاری معمولاً به‌عنوان کاهش سوگیری و در عین حال افزایش واریانس دیده می‌شوند.